# Elonidae
Die Elonidae sind eine kleine Familie aus der Unterordnung der Landlungenschnecken (Stylommatophora). Sie besteht heute nur aus zwei rezenten, monotypischen Gattungen, die in Nordspanien und Westfrankreich beheimatet sind. Eine dritte Gattung aus Südosteuropa wird von manchen Autoren ebenfalls dazu gestellt. Allerdings werden noch eine ganze Reihe von fossilen Vertretern hinzugerechnet, die seit dem Eozän bekannt sind. 

## Merkmale
Die Gehäuse sind stark abgeflacht bis fast planispiral. Die Schale ist relativ dünn und durchscheinend. Das Gehäuse zeigt 1 bis 4 hellere radiale Linien, die von dunkleren radialen Linien gefolgt werden. Der Nabel ist offen und zylindrisch. Der Pfeilsack öffnet sich in die Vagina, ein Neophor ist nicht vorhanden. Die zwei Schleimdrüsen sind keulenförmig und treten oberhalb des Pfeilsackes in die Vagina ein. 

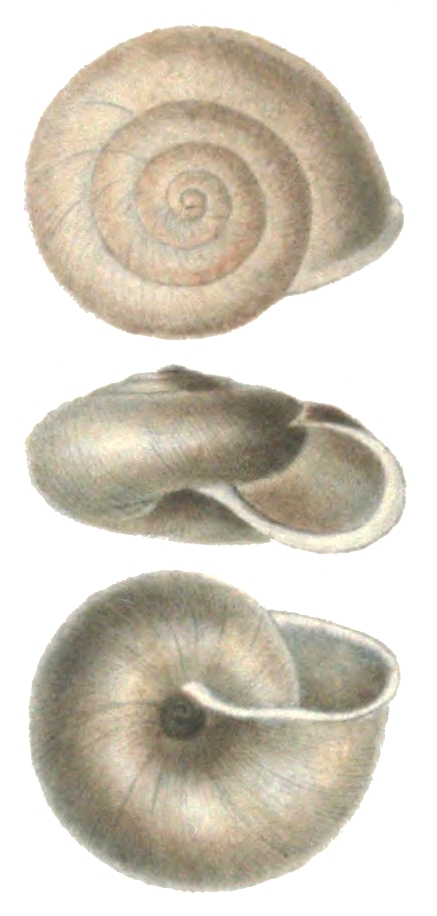
Norelone pyrenaica

## Vorkommen, Lebensweise und Verbreitung
Die heutigen Arten der Familie leben ausschließlich in Nordspanien, Nordportugal, den französisch-spanischen Westpyrenäen und in der Bretagne. Soosia kommt in Serbien, Rumänien und Bulgarien vor. Die fossilen Vertreter sind auch aus Mitteleuropa bekannt.

## Systematik
Die Familie wird von Bouchet & Rocroi (2005) in zwei Unterfamilien gegliedert. Die Unterfamilie Klikiinae enthält dabei überwiegend fossile Vertreter. Soosia Hesse, 1918 könnte ein noch rezenter Vertreter dieser Gruppe sein, ist aber nur unzureichend bekannt.
- Familie Elonidae Gittenberger, 1979
  - Unterfamilie Eloninae Gittenberger, 1979
    - Gattung Elona H. Adams & A. Adams, 1855
      - Landposthorn (Elona quimperiana (Blainville 1821))
      - Gattung †Galactochilus Sandberger, 1875

    - Gattung Norelona Nordsieck, 1986
      - Norelona pyrenaica (Draparnaud, 1805)

  - Unterfamilie Klikiinae Nordsieck, 1986
    - Gattung Soosia Hesse, 1918 (Stellung fraglich)[3]
    - Gattung †Klikia Pilsbry, 1894